# Mosconi Cup 1999
Beim Mosconi Cup 1999 handelt es sich um die sechste Auflage eines seit 1994 jährlich stattfindenden 9-Ball-Poolbillardturniers, bei dem ein europäisches Team gegen ein US-amerikanisches Team spielt. Das Turnier fand zwischen dem  16. und dem 19. Dezember in der York Hall, Bethnal Green, London, England  statt. Sieger wurde die Mannschaft aus den USA mit 12-7.

## Mannschaften
| Mannschaft der USA |                                                      |             |
| Name               | Bundesstaat, in dem der/die Spieler/in geboren wurde | Bemerkungen |
| Johnny Archer      | Georgia                                              |             |
| Kim Davenport      | Oklahoma                                             |             |
| Jeremy Jones       | Texas                                                |             |
| James Rempe        | Pennsylvania                                         |             |
| Earl Strickland    | North Carolina                                       |             |
| Michael Coltrain   | North Carolina                                       |             |

| Mannschaft Europas |             |             |
| Name               | Heimatland  | Bemerkungen |
| Steve Knight       | England     |             |
| Mika Immonen       | Finnland    |             |
| Ralf Souquet       | Deutschland |             |
| Alex Lely          | Niederlande |             |
| Oliver Ortmann     | Deutschland |             |
| Steve Davis        | England     |             |

## Resultate

### Donnerstag, 16. Dezember

#### Durchgang 1
|                                  | Resultate |                                      |
| -------------------------------- | --------- | ------------------------------------ |
| Doppel Mika Immonen Ralf Souquet | 2–5       | Doppel Johnny Archer Kim Davenport   |
| Doppel Oliver Ortmann Alex Lely  | 2–5       | Doppel Earl Strickland James Rempe   |
| Doppel Steve Davis Steve Knight  | 4–5       | Doppel Jeremy Jones Michael Coltrain |
| 0                                | Bilanz    | 3                                    |
| 0                                | Gesamt    | 3                                    |

### Freitag, 17. Dezember

#### Durchgang 2
|                                    | Resultate |                                      |
| ---------------------------------- | --------- | ------------------------------------ |
| Doppel Ralf Souquet Oliver Ortmann | 5–3       | Doppel Johnny Archer Kim Davenport   |
| Doppel Steve Knight Mika Immonen   | 5–2       | Doppel Earl Strickland James Rempe   |
| Doppel Steve Davis Alex Lely       | 5–3       | Doppel Jeremy Jones Michael Coltrain |
| 3                                  | Bilanz    | 0                                    |
| 3                                  | Gesamt    | 3                                    |

#### Durchgang 3
|                           | Resultate |                              |
| ------------------------- | --------- | ---------------------------- |
| Einzelspiele Alex Lely    | 4–5       | Einzelspiele Kim Davenport   |
| Einzelspiele Ralf Souquet | 5–2       | Einzelspiele Earl Strickland |
| Einzelspiele Steve Davis  | 4–5       | Einzelspiele Jeremy Jones    |
| 1                         | Bilanz    | 2                            |
| 4                         | Gesamt    | 5                            |

### Samstag, 18. Dezember

#### Durchgang 4
|                                    | Resultate |                                      |
| ---------------------------------- | --------- | ------------------------------------ |
| Doppel Ralf Souquet Oliver Ortmann | 2–5       | Doppel James Rempe Kim Davenport     |
| Doppel Steve Knight Mika Immonen   | 3–5       | Doppel Jeremy Jones Michael Coltrain |
| Doppel Steve Davis Alex Lely       | 3–5       | Doppel Earl Strickland Johnny Archer |
| 0                                  | Bilanz    | 3                                    |
| 4                                  | Gesamt    | 8                                    |

#### Durchgang 5
|                             | Resultate |                               |
| --------------------------- | --------- | ----------------------------- |
| Einzelspiele Mika Immonen   | 5–3       | Einzelspiele James Rempe      |
| Einzelspiele Steve Knight   | 5–3       | Einzelspiele Michael Coltrain |
| Einzelspiele Oliver Ortmann | 1–5       | Einzelspiele Johnny Archer    |
| 2                           | Bilanz    | 1                             |
| 6                           | Gesamt    | 9                             |

### Sonntag, 19. Dezember

#### Durchgang 6
|                           | Resultate |                               |
| ------------------------- | --------- | ----------------------------- |
| Einzelspiele Mika Immonen | 2–5       | Einzelspiele Jeremy Jones     |
| Einzelspiele Steve Knight | 5–4       | Einzelspiele Michael Coltrain |
| Einzelspiele Ralf Souquet | 2–5       | Einzelspiele Kim Davenport    |
| 1                         | Bilanz    | 2                             |
| 7                         | Gesamt    | 11                            |

#### Durchgang 7
|                          | Resultate |                            |
| ------------------------ | --------- | -------------------------- |
| Einzelspiele Steve Davis | 2–5       | Einzelspiele Johnny Archer |
| 0                        | Bilanz    | 1                          |
| 7                        | Gesamt    | 12                         |